# Neda (La Coruña)
Neda es un municipio español perteneciente a la provincia de La Coruña, comunidad autónoma de Galicia.

## Geografía
El término municipal de Neda ocupa un risueño valle formado por el río Belelle y se extiende hacia el norte hasta las orillas del río Grande de Jubia y su afluente, el río Castro.

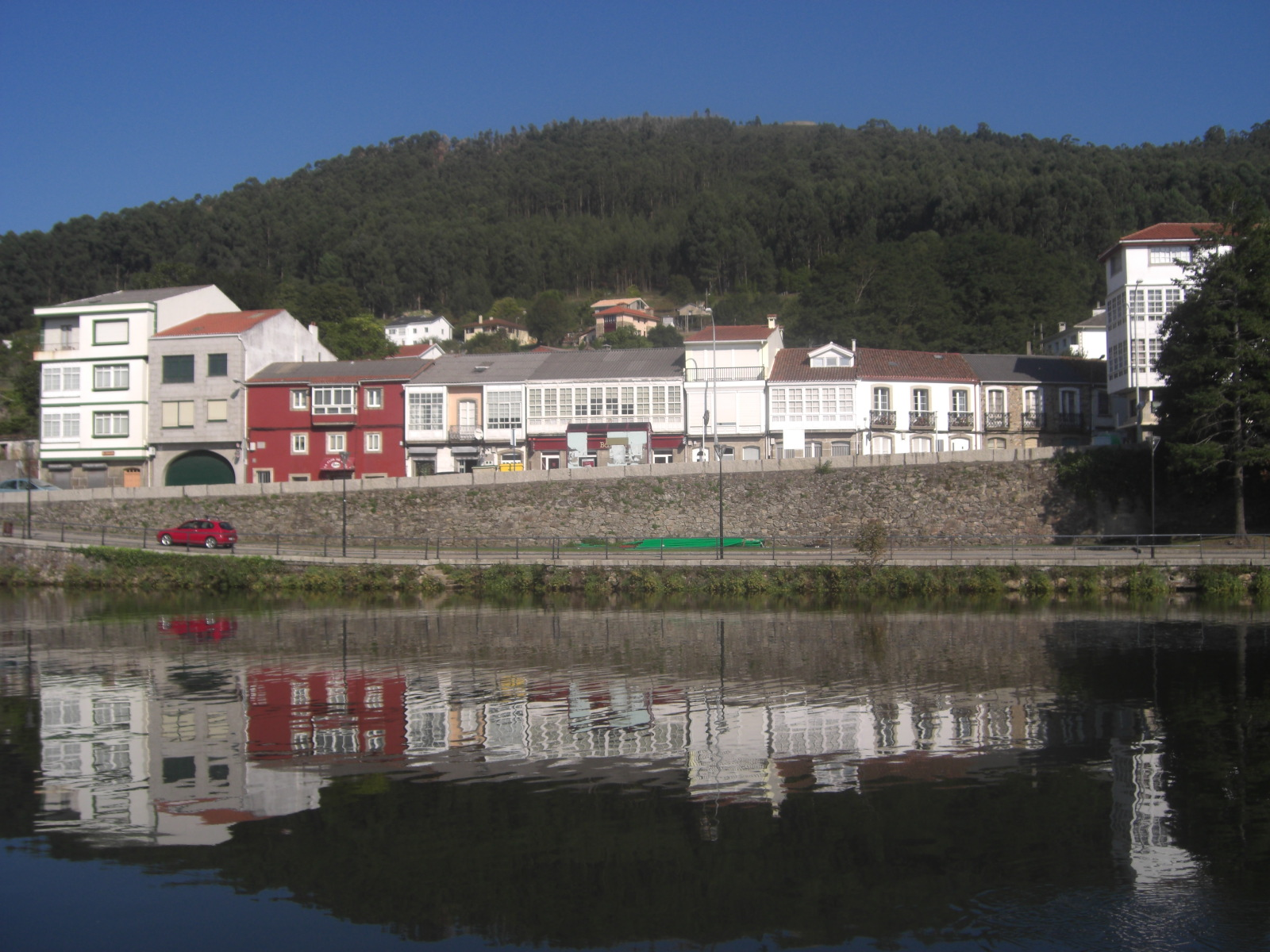
Desembocadura del Río Jubia, barrios de Jubia y Casadelos y Monte de Ancos, Neda (La Coruña).

Una serie de montículos arropan las tierras bajas del municipio y las protegen de las influencias oceánicas, moderando las temperaturas y la humedad, siempre dentro de las características del clima oceánico húmedo de la costa gallega. En los 23,9 km² del término municipal viven 6.687 habitantes, lo que le da una fuerte densidad de población (279 hab./km²), concentrada principalmente en la villa de Neda, con 1.664 habitantes en el casco urbano y en las proximidades de la carretera AC-115, que bordea la ría.
Jubia es otra importante concentración de población, que lleva el mismo nombre que el de la parroquia vecina de Narón, de la que sólo la separa un puente.
El río Belelle forma un profundo valle en su curso medio, con parajes frondosos, uno de estos lugares es el que se forma en los alrededores de una cascada con una altura natural de unos cuarenta y cinco metros fue elevada hasta los ciento cincuenta y tres cuando se aprovechó para construir la presa de Fervenza.[cita requerida]

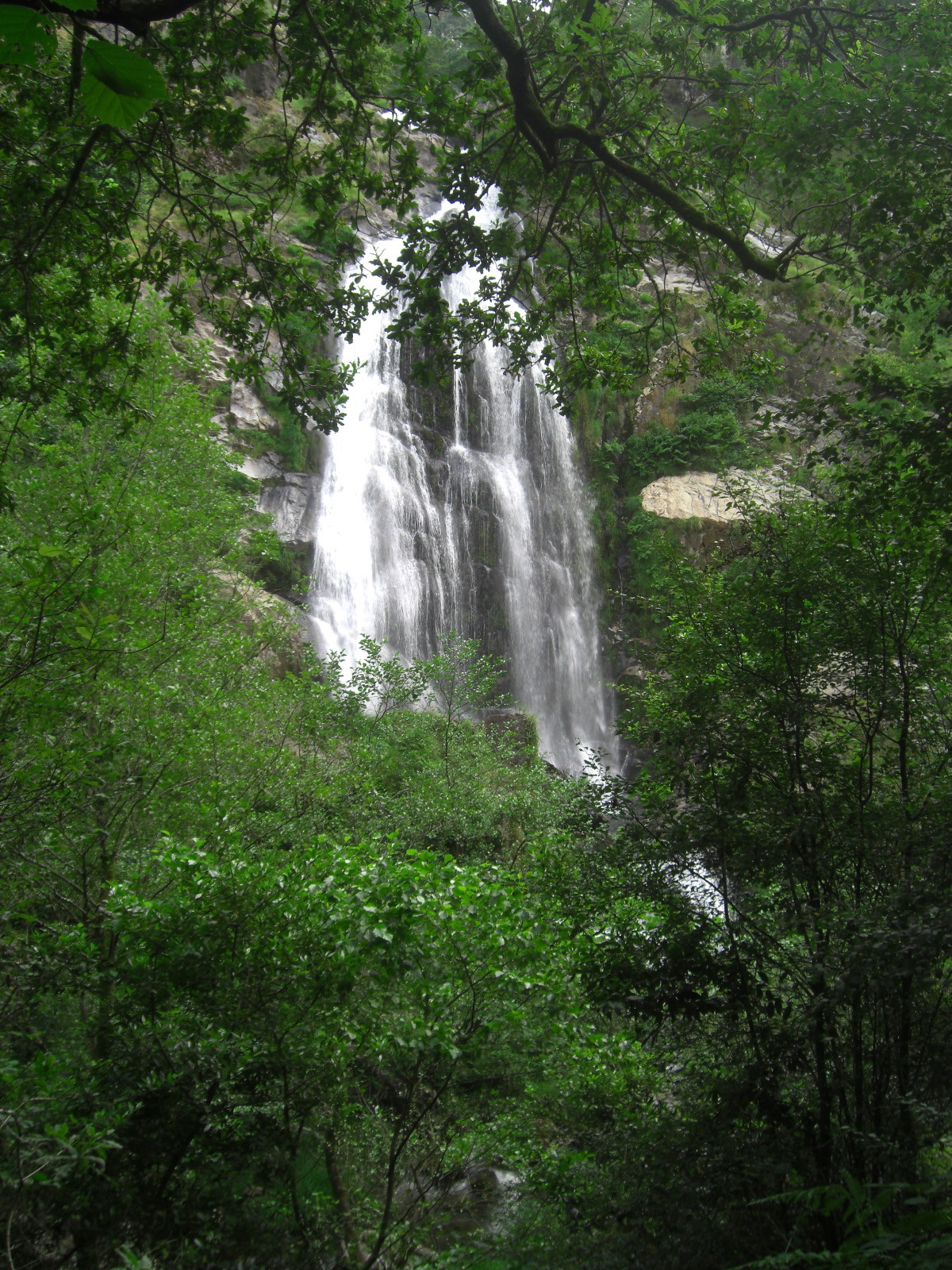
(Cascada) Fervenza do Río Belelle, Neda.

El primer aprovechamiento de la presa fue proporcionar agua y energía a las fábricas de papel, cobrería y lienzos que comenzaron a funcionar a finales del siglo XVIII en Neda. Más tarde se instaló una central eléctrica para suministro de energía a la ciudad de Ferrol.
En las orillas del Belelle se desarrolló gran parte de la sociedad nedense, pues las primeras industrias se forjaron gracias a sus aguas. En las orillas del río aún podemos disfrutar de una vegetación propia de la zona atlántica. En el tramo cercano a la desembocadura vemos el típico bosque de galería, con especies vegetales interesantes, tales como abedules, alisos, etc. En la zona de A Fervenza destaca el bosque típico gallego, la "fraga", con buenos ejemplares de castaños, robles y abedules, que contrasta con los bosques de pinos y eucaliptos predominantes en el municipio.
Gracias a estos ejemplares que quedan, podemos recordar aquellos bosques de Neda, famosos y apreciados por sus buenas y abundantes maderas. Gracias a éstas, hubo un importante astillero, donde se construyó la nave de 200 toneles, símbolo del escudo del municipio, que según las crónicas asistió a la reconquista de Algeciras en 1344. Con su fuerte proa rompió la cadena de hierro que protegía el puerto. Por ello Neda tuvo privilegios comerciales y sociales, punto de partida de las construcciones navales ferrolanas.
Destacar también las pequeñas marismas que se conservan en la desembocadura del río, donde anidan y viven garzas y patos, que complementan la fauna de pequeñas aves de presa, como gavilanes. Hace poco tiempo, no era raro ver nutrias en el río, aunque ahora han desaparecido.
Por tener un relieve tan variado, el municipio posee un entorno natural ideal para disfrutar del tiempo libre. Para los que aman el deporte y la naturaleza, Neda ofrece un extenso abanico de posibilidades.
En las orillas de la ría pueden practicarse deportes acuáticos y hacer excursiones en barco. En los ríos Belelle y Xubia se disfruta de la pesca de la trucha. En sus valles y montes tenemos la oportunidad de explorar el entorno a través de distintos caminos, a pie o a caballo. Para largos paseos, señalar que hay una ruta de senderismo homologada: La PRG16. Quienes quieran disfrutar de la equitación, la granja escuela alquila caballos para recorrer estas rutas.

## Parroquias
Está compuesto por cuatro parroquias: dos al pie de la ría (San Nicolás y Santa María) y otras dos situadas en el interior (San Pedro de Anca y San Andrés de Viladonelle):
- Anca (San Pedro).
- Neda (San Nicolás).
- Santa María de Neda (Santa María).
- Viladonelle (San Andrés).

## Geografía humana

### Demografía
Cuenta con una población de 4868 habitantes (INE 2024).
| Gráfica de evolución demográfica de Neda entre 1842 y 2021                                                            |
| |
| Población de derecho según los censos de población del INE. Población de hecho según los censos de población del INE. |

| 6456       | 6221 | 5958 | 5804 | 5413 | 5327 | 5112 |
| (Fuente: ) |      |      |      |      |      |      |

## Comunicaciones
La principal vía de comunicación es la AP-9, que hace la entrada hacia Ferrol por este municipio. Otra entrada es la AC-115, antigua N-VI, en su variante de Betanzos a Ferrol, y que comunica Fene con Neda. La distancia de la capital municipal a Ferrol es de 9 km, y a la capital de provincia, de 49. Otra importante vía de comunicación es la AC-862, a Ribadeo y a Ferrol, la carretera de Castilla, que inicia su recorrido en el lugar conocido como O Portazgo, en la parroquia de Santa María de Neda. A poco de comenzar, en A Mourela, sale un ramal (DP-5503) hacia Filgueira (A Capela), donde empalma con la carretera de Cabanas a Puentes de García Rodríguez. Otro ramal (AC-125) sale en Vista Alegre hacia Lugo por Puentes de García Rodríguez. La línea de ferrocarril de Ferrol a Monforte tiene estación en Neda.

## Patrimonio
En Neda todavía se puede disfrutar de algunos ejemplos de arquitectura popular, ya que perviven casas marineras, casas modernistas y otras de más antigüedad. De particular interés es el molino de viento de Cruz do Pouso, antes utilizado para la producción de pólvora y otros ingredientes para fabricar fuegos de artificio.

### Dolmen de la Rabadeña
Dolmen del Inglés, en A Louseira (en el monte Marraxón).

### Castro de Ancos
Localizado en la cumbre más baja de las tres que componen el Monte Ancos, está situado a 262 m s. n. m., sobre el barrio de Casadelos. Sus coordenadas son: 43°3 1'04" lat Norte y 4º27'05" long Oeste.
Mide en su eje N-S alrededor de 105 m, y en el eje E-0, 80 m. Se pueden observar dos murallas. La exterior tiene 6 metros de ancho, y una altura exterior de 15 dm y otra interior de 3 dm. La muralla interior tendría un ancho de 35 dm, una altura exterior de 15 dm de altura interior.
Es un castro típico de cumbre, desde el que se puede observar todo el valle, la desembocadura del río y la ría de Ferrol. En un día claro se puede ver La Coruña.
En la actualidad está muy destruido, porque cuando se hizo la pista, que atraviesa las murallas por este y oeste, quedó bastante aplanado. El tramo del foso que se puede observar está en el lado sur. Las entradas son todas recientes. Cerca del castro hay fuentes y manantiales.
Algunos investigadores dicen que del muro exterior parte una vía de 25 dm de ancho, con pequeños muros a los lados, que conduce hasta una de las cumbres. Por la vegetación de líquenes, así como por los espacios al aire, se puede deducir que está empedrada.
Algunas personas del lugar dicen que hace algunos años, en la cumbre en la que acaba la vía, se podían ver, a ras de suelo, los cimientos de unas construcciones que tenían forma circular. Lo que no se dice es si estaban o no rodeadas de muros o terraplenes. Así mismo se afirma que la pista abierta en el año 1987, que destrozó buena parte de lo que allí había, atravesó lo que bien podía ser el ante castro, hoy considerado como parte principal.
Del muro que rodea la cumbre parte otro, de un metro de ancho aproximadamente, que baja por el monte a lo largo de 200 m. En las orillas se pueden ver restos de algunas edificaciones. De formar una unidad, nos encontraríamos ante un conjunto de gran tamaño, quizás la famosa Libunca de la que hablaban los viejos historiadores.

### Castro de Viladonelle
Situado en el lugar de Viladonelle, en una propiedad privada, cerca de la iglesia de San Andrés, tiene por coordenadas: 43° 28′ 46″ lat norte y 4º25'40" long oeste. EL eje N-S mide 116 m y el E-0 alrededor de 90 m. Se puede apreciar una sola muralla en algunas zonas, que parece ser la única defensa. El estado de conservación es malo. Cerca hay un manantial y corre el río Belelle. Se ve A Fervenza desde el castro.

### Iglesia de San Nicolás
Las primeras noticias que tenemos de esta iglesia datan del siglo XIV. Con anterioridad pudo existir un santuario de mareantes en el castro situado en la desembocadura del río Belelle. La iglesia que llegó hasta nosotros sólo conserva de la gótica, de la segunda mitad del XIV o principios del XV, la Capilla Mayor, un ábside rectangular cubierto con bóveda de crucería, con nervios apoyados en columnas acodilladas. El arco de triunfo de entrada a la capilla (restaurado en el año 1931 junto con el resto de la iglesia) es apuntado sobre columnas gemelas emparejadas, algo poco usual en este tipo de iglesias. Conserva por cabecera un muro de piñón, con estrecha ventana ojival ajimezada, y canecillos lisos en los frontispicios y contrafuertes en los ángulos.

### Capilla de la Virgen de Dolores
Antes de Santa Ana, del siglo XVI (1526), de factura ojival; es la segunda de la derecha, desde la entrada. Fue fundada por Don Pedro Díaz Tenreiro, Protonotario Apostólico, como consta en la inscripción de uno de los muros, junto al escudo de armas de la familia. Este la dotó con bienes y propiedades, de los que pervive la casa rectoral actual, cerca de la iglesia. La capilla tiene un altar con frontal de cuero de Córdoba (cordobán). Merece la pena fijarse en los cuatro capiteles que forman los dos pares de columnas gemelas, con cabezas animales (pájaro, liebre o perro) y humanas, que dan lugar a formas híbridas. Uno de los animales más representados será la oca, figura mítica desde la antigüedad, y muy relacionada con lugares del Camino de Santiago, así como las conchas de peregrino, que también aparecen en los sepulcros de este templo. Estos capiteles con animales afrontados son muy frecuentes en el arte románico, mientras se mantiene la influencia de Cluny. Con la llegada del Cister estos motivos desaparecen, dando paso a motivos geométricos y vegetales, que también se pueden ver en algunos de los capiteles de la Capilla Mayor, muy parecidos a los que existen en el monasterio de San Martiño de 0 Couto.

### Capilla de Ánimas
Aantes de la Concepción. (Primera de la izquierda, desde la entrada) Mandada construir por Baltasar Rodríguez de Castro, en 1648, cumpliendo los deseos de sus padres, Juan de Castro e Isabel Rodríguez. Bajo el arcosolio está la tumba de los fundadores, con la inscripción sobre el túmulo. En la pared del fondo está el blasón de los Pardo Aguiar Piñeiro Pita da Veiga, apellidos de la esposa de Don Baltasar, enterrada en la capilla con la inscripción conmemorativa debajo. Lo más significativo de la iglesia de San Nicolás es el sarcófago de Diego Esquío, hijo de Rodrigo Esquío, antiguos señores de Neda. En el sepulcro aparece la estatua del yacente, ataviado de campaña. En el frontal, tres escudos muy desdibujados. Un cuarto escudo lleva las armas de la familia: dos ardillas (esquíos en gallego) trepando por un árbol. En el borde del escudo se puede leer la inscripción de los Andrade: AVE: MARIA: GRATIA: PRENA: DOMINUS: TE, lo que hace suponer una relación de dependencia y parentesco entre las dos familias. Esto venía, según parece, de muy antiguo, cuando Rodrigo, Esquío era el gobernador del castillo de Narahío en los tiempos de Andrade "el Viejo", cuando este era el arrendador de los impuestos reales y encerraba en el castillo a los morosos. El Diego Esquío enterrado en San Nicolás muere en los años en que tiene lugar la revuelta "irmandiña", coincidiendo con la muerte de Nuño Freyre de Andrade, enterrado en Monfero, y de Alfonso de Serantes, todos ellos enemigos de la Hermandad. El escudo, colocado en el año 1965 en el muro norte de la capilla, donde se puede ver actualmente, podría haber estado antes en el lugar que ocupa la ventana rectangular, aunque no se puede asegurar. De ser así, podría pensarse en la existencia de una capilla funeraria de la familia Esquío en San Nicolás, como la de San Miguel en el monasterio de San Martiño de 0 Couto. En apoyo de esta teoría estaría la figuración de la clave de la bóveda. En el anverso se representa un ángel orante, con vestimentas eclesiásticas, que podría ser San Miguel, habitual en el contexto funerario. En el reverso, una figura también orante, en postura diferente, en la que destacan las amplias mangas. Todo ello estaría en relación con el pasado, cuando la iglesia era panteón de muchas generaciones de hidalgos, enterrados en lo que hoy es altar mayor, bajo lápidas, signos y figuras heráldicas, que se podían ver antes de la nueva pavimentación.

### Iglesia de Santa María
Se levantó en el siglo XVIII sobre el templo de Santa María del Puerto, en estado ruinoso en aquellos años. Los orígenes de la iglesia antigua los sitúan algunos historiadores allá por el siglo IV, en tiempos del rey Teodomiro. Las primeras noticias son del año 1114, en un documento de donación hecho por Bisclavara Bistraliz, biznieta del rey Ramiro I de León, al monasterio de San Martiño de Xubia (O Couto). En el año 1720, según consta en los documentos de las cofradías existentes, comienzan las obras para levantar las paredes del cuerpo principal. En 1744 se monta el retablo mayor y la tribuna o coro. En 1762, una vez rematada la torre, se coloca la campana mayor, la cruz y la veleta. En años posteriores del siglo, y a lo largo del siglo XIX, el templo sufrió aumentos y modificaciones, hasta llegar al que podemos visitar hoy en día. 
El Cristo de la Cadena; Es el elemento más valioso de todo el templo, situado en el retablo del altar mayor. Éste es de estilo barroco rural, con cierta influencia benedictina, con superposición de columnas y capillas. Presenta forma cuadrangular, con doce columnas corridas, seis en la parte de la Epístola y seis en la del Evangelio (derecha e izquierda del espectador, respectivamente). Las capillas estarían ocupadas por santos benedictinos, aunque tan sólo las dos figuras del cuerpo superior son de la época: San Andrés y San Julián, muy diferentes entre sí. Presidiendo el retablo está el Cristo de la Cadena. Según la tradición popular la estatua vino flotando sobre el río, lo que no deja de ser cierto: la imagen llegó en el año 1550 en un barco procedente de Inglaterra, capitaneado por John Dutton, un católico inglés que huía de las persecuciones religiosas que tenían lugar en su país. Junto al Cristo se trajo una imagen de la Virgen, conocida hoy como Nuestra Señora la Inglesa y que se puede ver en Lugo. Y un conjunto con Santa Ana y Santa María, en la catedral de Mondoñedo. Estas fueron enviadas a San Martiño de Xubia y posteriormente a Mondoñedo, quedando en Neda sólo el Crucificado. La imagen pertenece al estilo Tudor, gótico del siglo XVI.

### Capilla del Espíritu Santo
Formaba parte del hospital de peregrinos, fundado por Margarita Fernández do Vilar y su marido en el año 1500 (según especifica su testamento de 1539). No hay información sobre su configuración hasta el año 1892, cuando en un documento se habla de que en su interior había una lápida con la inscripción conmemorativa de la fundación, encima de una de las ventanas de la fachada principal, cincelada con motivos góticos. Habría también un "escudo de cruz" y un retablo. La puerta de entrada a la capilla era ojival. Por referencias orales, sabemos que su interior se dividía en dos espacios con un arco de triunfo y unas escaleras, por las que se subía a la Torre del Reloj (de 1776). En el exterior habría una espadaña con dos campanas. La capilla fue derribada casi por completo en 1934, al construirse el edificio del ayuntamiento sobre lo que fuera hospital. Las últimas reformas, hace pocos años, sólo permitieron salvar la inscripción fundacional (situada a modo de dintel en la puerta del archivo municipal) y la cruz de la puerta principal, conservada con otros restos para el futuro museo.

### Capilla de la Merced
Fue construida en el XVIII, en el momento en que se funda en el lugar de la Florida la fábrica de curtidos. Capilla construida con sillarejo, tiene planta rectangular, con puerta y ventana dinteladas. La espadaña es pequeña, con un solo vano. En el muro testero, una cruz de hierro, y en los puntos de arranque del frontón tiene motivos ornamentales. Actualmente forma parte del pazo, convertido por sus propietarios actuales en hospedería rural.

### Iglesia de los Remedios de Anca
El edificio actual es de factura barroca, con planta de cruz latina, con cabecera recta y tejado a cuatro aguas. Pero debe ser remodelación de otro más antiguo, ya que se conserva una capilla con trazas góticas. En el lateral derecho hay una torre de dos cuerpos diferenciados y rematada con una pequeña cúpula. La puerta y ventana del frontispicio son dinteladas, con molduras de piedra plana, y orejones en la puerta.

### Restos del antiguo Hospital del Espíritu Santo (sigloXVI)
Que acogía peregrinos que se dirigían por el Camino Inglés a Compostela, a San Andrés de Teixido. El edificio ha desaparecido, pero se conservan la inscripción conmemorativa y la cruz. También se conserva la Torre del Reloj (1786).

### Cruceiro de San Nicolás
Es posiblemente uno de los cruceiros más antiguos de Galicia, junto con el de Melide. Actualmente situado en el atrio de la iglesia parroquial del mismo nombre, estuvo en sus orígenes en el Paraíso, por donde discurre el Camino Inglés de peregrinación a Compostela. Parece ser que en 1935 fue derribado y la cruz escondida en la iglesia, hasta que en 1938 fue repuesta, aunque esta vez sobre un monolito de cemento de más altura, que se conserva hoy en día con una cruz del mismo material. En 1975 se instaló en el atrio, sobre una nueva plataforma de tres gradas cuadradas y un pedestal prismático de poca altura. La columna procede de los soportales de una vivienda de la calle Real, por lo que es más baja de lo habitual. El fuste tiene un suave biselado de remate de bellota. El capitel es macizo y pesado, de forma cuadrangular, compuesto por tres molduras rectas. La originalidad del crucero está en la figuración. Entre los cruceros góticos, comparte con el de Melide el hecho de tener una doble representación de Cristo, como figura principal, en el anverso y reverso, con una tipología pareja: efigies con la cabeza inclinada a la derecha, sin corona de espinas y con pelo largo. Son figuras desproporcionadas, con los brazos flexionados, de dimensiones irregulares, con torsos labrados esquemáticamente, Llevan paño de pureza amplio, atado en medio. Las piernas, cortas, van cruzadas en típica y forzada postura, con los pies apoyados en el capitel, con un solo clavo sobre el pie derecho, que monta en rotación sobre el izquierdo, siguiendo los esquemas tradicionales de los ejemplares del siglo XIV. En Melide, Cristo aparece en el martirio por uno de los lados y mostrando los estigmas, por el otro. En Neda, está doblemente clavado en el madero. Como no es habitual que exista una repetición literal, por muy popular que sea el carácter de la obra, se debería pensar que el autor introdujo alguna modificación.

### Crucero de Santa María
Situado en el atrio de la iglesia parroquial, se levanta sobre tres escalones de granito, hexagonales y con los bordes bocelados. El pedestal, así como la columna y la cruz son de serpentinita, llamada también "toelo." o piedra de Moeche, muy abundante en la zona, y más fácil de trabajar que el granito. El capitel es amplio, adornado con volutas en las esquinas y hojas lanceoladas en las caras. Está rematado con un ábaco moldurado, de caras rectas. La cruz es de sección ochavada, con los extremos abiertos en flor de azucena con botón central. Acoge las imágenes, labradas con perfección, de Cristo en el anverso separado del madero y tallada al modo tradicional; y la Virgen de Dolores en el reverso, en actitud orante, de menor tamaño y situada más abajo.

### Crucero de la Cruz do Pouso
Está colocado en el citado lugar, en el cruce que lleva al monte Ancos, desde la carretera que va de Neda a San Sadurniño. Está hecho de serpentinita, y presenta una hucha para limosnas en la parte inferior del pedestal, lo que lo hace original entre los ejemplares del municipio. La cruz, de brazos cilíndricos nudosos, lleva una imagen de corte popular de Cristo, bajo el letrero de INRI, coronado de espinas, de corta talla y separado del madero. En la otra cara la Virgen de Dolores, sobre una sencilla peana semiesférica.

### Crucero de Anca
Situado en el lugar de Galanos, al lado de la iglesia de los Remedios, es de granito a diferencia de los anteriores. Se levanta sobre dos pequeñas gradas de forma cuadrada y un pedestal de cuerpo bajo cuadrangular, y otro más pequeño de esquema toscano con amplia moldura de media caña alrededor. La columna es de sección ochavada y el capitel de orden neoclásico. La cruz es de palos lisos de sección octogonal, con la imagen de Cristo en el anverso y de la Virgen de Dolores en el reverso, colocada sobre un ábaco.

### Escudos heráldicos de piedra
Que se ubican sobre las paredes en distintos lugares de la villa. Los más interesantes pueden verse en las escaleras que dan al ayuntamiento. * Casas con soportales en la calle Real (ejemplares de los siglos XVII y XVIII).

### Antiguos molinos del Belelle
Cuatro todavía están funcionando.

### Pazo de la Merced (sigloXVIII)
Mediado el siglo XIX el pazo funciona como Convento Franciscano y hacia 1925 pasa a manos del popular médico D. Francisco Cebreiro Barros, “D. Paco el de la Merced.
En mayo de 1978 el arquitecto ciudad-realeño D. Alfredo Alcalá Navarro adquirió y restauró el deteriorado edificio para convertirlo, en 1991, en la primera Casa de Turismo Rural de la provincia de La Coruña.

### La fábrica de Xubia (1790)
Comenzó construyendo planchas de cobre para barcos de guerra. Luego fue fábrica de armas, de moneda y textil. Actualmente es propiedad de Galicia Textil.